# Autovía
Een autovía (Baskisch: autobia, Catalaans/Valenciaans: autovia) is een van de twee soorten snelwegen in het Spaanse wegenstelsel, vergelijkbaar met een autosnelweg en autoweg in Nederland of met een expresweg in verschillende andere landen. Het grootste verschil met het andere type snelweg, de autopista, is dat een autovía minder faciliteiten biedt en er geen tol betaald hoeft te worden.
Een autovía is meestal aangelegd over een bestaande weg, waardoor de wegen over veel heuvels lopen, ze scherpere bochten maken en de bereikbaarheid minder goed kan zijn.
Ondanks dit alles is de maximumsnelheid op zowel een autovía als autopista hetzelfde: 120 km/uur. Verzorgingsplaatsen zijn er in mindere mate, meestal om de 100 tot 300 kilometer, en een vluchtstrook is vrijwel altijd aanwezig.

## Wegkarakteristieken

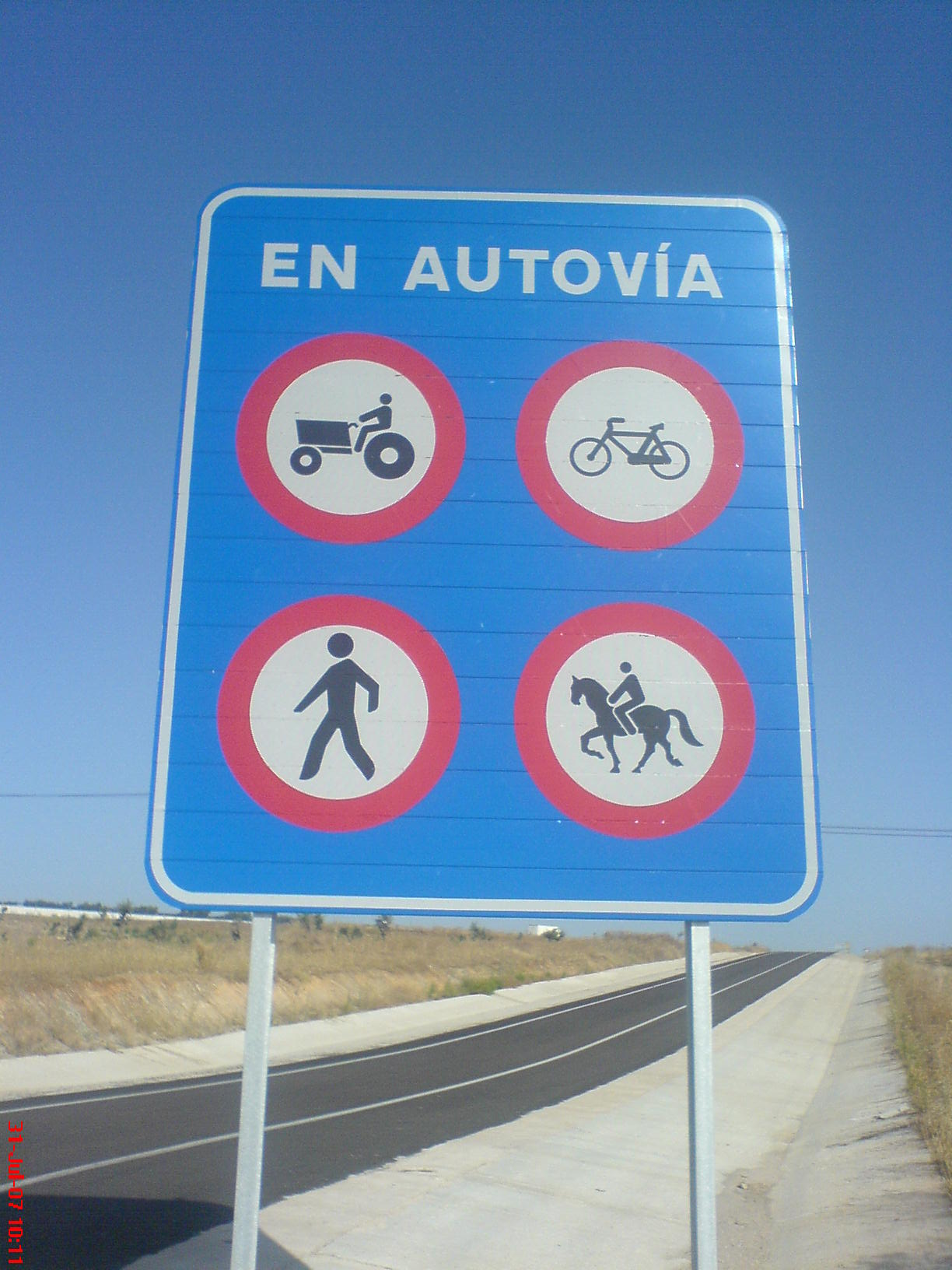
Gesloten voor langzaam verkeer

- Rijbanen worden gescheiden door een middenberm
- Weg heeft beperkte toegang (gesloten voor langzaam verkeer)
- Weg heeft ongelijkvloerse kruisingen

## Financiering bouw en beheer
Hoewel over het algemeen staatsbedrijven de financiering op zich nemen, zijn er daadwerkelijk enkele autovías die gebouwd en beheerd worden door particuliere bedrijven, zoals de A-12 Pamplona-Logroño.